# SN 1957b
La supernova SN 1957b è la prima supernova extragalattica scoperta da un italiano, l'astronomo Giuliano Romano.

La supernova in NGC4374 fotografata il 22 maggio 1957 col telescopio di 120 cm dell'Osservatorio astrofisico di Asiago. Il nord è a sinistra.

Dal suo osservatorio privato ubicato a Treviso, il 18 maggio 1957, esaminando un paio di lastre ottenute con un astrografo doppio, lo scienziato scoprì la supernova a circa 1°.5 a nord della galassia NGC 4374;la sua magnitudine fotografica al momento della scoperta era di +12.2.
Nei giorni successivi l'oggetto venne seguito anche dall'Osservatorio astrofisico di Asiago.